# 香取神社 (三郷市彦沢)
香取神社（かとりじんじゃ）は、埼玉県三郷市の神社。

## 歴史
元和年間（1615年 - 1624年）に創建された。創建者は田中修理である。修理は下総国葛飾郡（現・千葉県北西部）にあったという「田中城」の城主とも、武田氏の元家臣で、駿河国益津郡郡村田中（現・静岡県藤枝市田中）から来て土着したともされる人物である。近くの円能寺が別当寺であった。
1872年（明治5年）、近代社格制度に基づく「村社」に列せられ、1907年（明治40年）の神社合祀により、神明社が合祀された。

## 交通アクセス
- 路線バス流通団地北停留所より徒歩14分。